# Saint-Julien-en-Champsaur
Saint-Julien-en-Champsaur – miejscowość i gmina we Francji, w regionie Prowansja-Alpy-Lazurowe Wybrzeże, w departamencie Alpy Wysokie.

## Demografia
Według danych na rok 1990 gminę zamieszkiwały 252 osoby, a gęstość zaludnienia wynosiła 25 osób/km². W styczniu 2015 r. Saint-Julien-en-Champsaur zamieszkiwało 336 osób, przy gęstości zaludnienia wynoszącej 33,5 osób/km².